# Lanett
Lanett és una ciutat del Comtat de Chambers a l'estat d'Alabama (Estats Units d'Amèrica).

## Demografia
Segons el cens del 2000, Lanett tenia 7.897 habitants, 3.186 habitatges, i 2.125 famílies. La densitat de població era de 564,6 habitants/km².
Dels 3.186 habitatges en un 28,2% hi vivien nens de menys de 18 anys, en un 40,1% hi vivien parelles casades, en un 22,1% dones solteres, i en un 33,3% no eren unitats familiars. En el 30,4% dels habitatges hi vivien persones soles el 14,8% de les quals corresponia a persones de 65 anys o més que vivien soles. El nombre mitjà de persones vivint en cada habitatge era de 2,46 i el nombre mitjà de persones que vivien en cada família era de 3,06.
Per edats la població es repartia de la següent manera: un 25,9% tenia menys de 18 anys, un 8,7% entre 18 i 24, un 25% entre 25 i 44, un 22,2% de 45 a 60 i un 18,1% 65 anys o més.
L'edat mediana era de 37 anys. Per cada 100 dones hi havia 83,8 homes. Per cada 100 dones de 18 o més anys hi havia 77,5 homes.
La renda mediana per habitatge era de 26.197 $ i la renda mediana per família de 36.481 $. Els homes tenien una renda mediana de 28.066 $ mentre que les dones 22.101 $. La renda per capita de la població era de 15.614 $. Aproximadament el 17,8% de les famílies i el 20,7% de la població estaven per davall del llindar de pobresa.

## Poblacions properes
El següent diagrama mostra les poblacions més properes.